# Собор Святого Мирина (Пейсли)
Собор святого Мирина  (англ.  The Cathedral Church of Saint Mirin in Paisley) — католический храм в городе Пейсли в Шотланидии, кафедральный собор епархии Пейсли. Освящён во имя святого Мирина.

## История
Церковь святого Мирина была построена в 1931 году на месте более старого храма 1808 года и считается первым католическим храмом, построенным в Шотландии после Реформации в Шотландии. Храм построен в неороманском стиле из песчаника архитектором Томасом Бейрдом. Алтарь церкви сделан из итальянского мрамора. В апсиде храма находятся четыре витража, изображающие двенадцать апостолов. Орган установлен в 1982 году.
В 1947 году, после учреждения Ватиканом епархии Пейсли, церковь приобрела статус кафедрального собора.